# Karl Flach (Unternehmer)
Karl Flach (* 9. Januar 1905 in Bonn; † 31. Mai 1997 in Salzburg) war ein deutscher Unternehmer.
Flach übernahm im Jahre 1931 die Geschäftsführung des 1864 in Köln gegründeten Unternehmens F. Blumhoffer Nachfolger GmbH, das Essenzen für die Getränkeherstellung produzierte. In den USA fielen ihm die Idee der Franchise-Systeme und die dort schon bekannten koffeinhaltigen Limonaden von Coca-Cola auf. Er ließ in Deutschland die Limonade Afri-Cola entwickeln und produzieren, deren Markenrechte er sich weltweit am 26. Juni 1931 sicherte.
Im Jahre 1936 versuchte Flach, die Coca-Cola Company als jüdisches Unternehmen darzustellen, indem er auf  Werbezetteln Fotos mit hebräisch beschrifteten Flaschendeckeln des Konkurrenzprodukts Coca-Cola zeigte. Diese Kampagne wurde nach einem Unterlassungsurteil eingestellt.

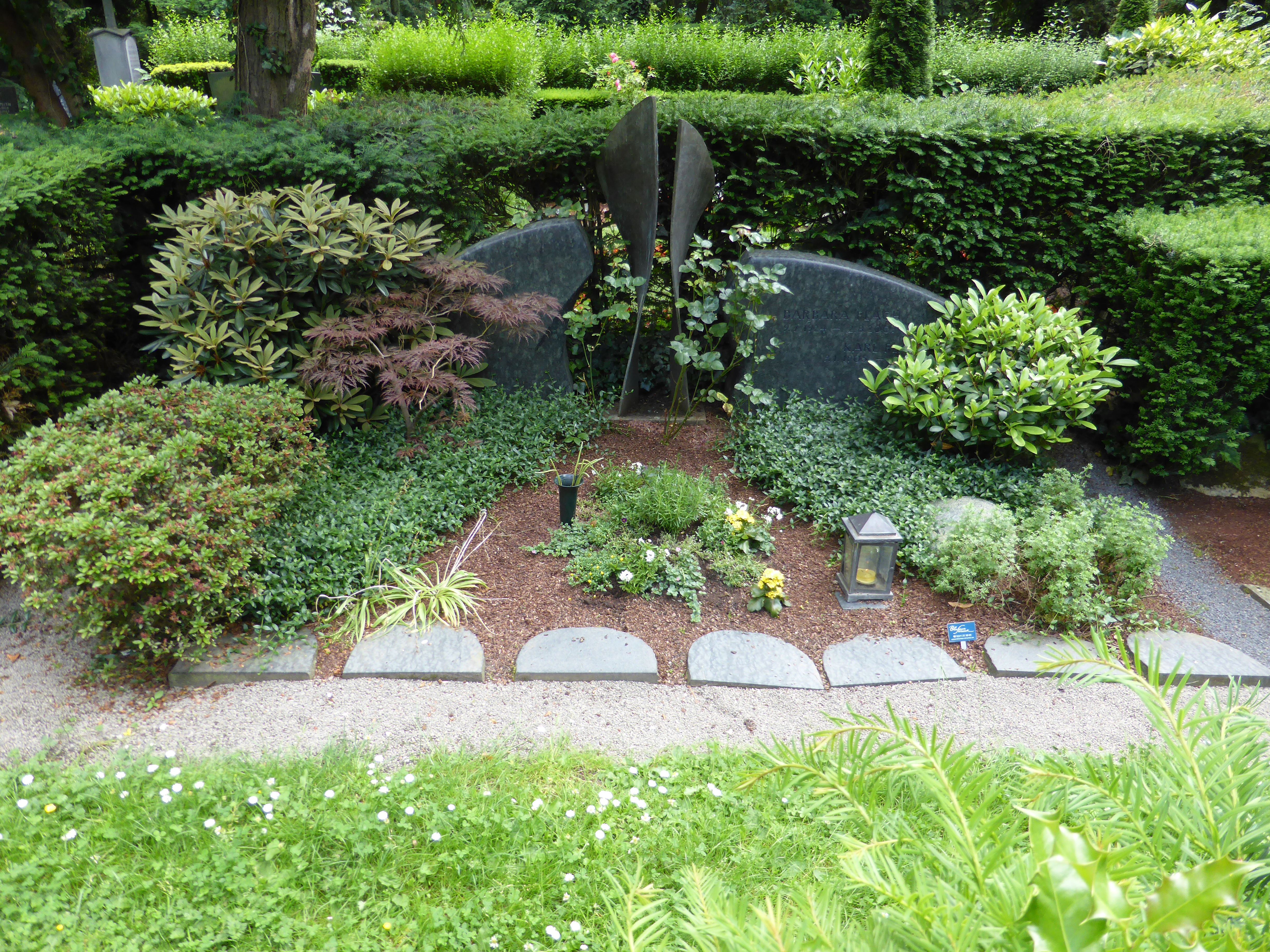
Grabstätte der Familie Flach auf dem Melaten-Friedhof, Köln (2017)

Nach dem Krieg profitierte die Marke zusätzlich vom westlich-amerikanischen Lebensstil, der in Westdeutschland modern wurde. Ihr Marktanteil im Segment war dennoch nie größer als 1 %, denn die monopolähnliche Dominanz von zwei amerikanischen Cola-Marken war zu groß. Nicht zuletzt durch die Kampagnen mit den Fotos von Charles Paul Wilp wurde Afri-Cola mit der weißen Palme zeitweise zur bekanntesten deutschen Getränkemarke. Ab 1952 führte Flach eine zweite erfolgreiche Marke, die Orangenlimonade Bluna ein. Ab 1965 vertrieb er sie in der Taillenflasche mit zwei seitlichen Mulden ein, entworfen im Jahre 1962 von Jupp Ernst. Die aggressive Werbung begann 1968 mit dem Slogan „Sexy-mini-super-flower-pop-op-cola – alles ist in afri-cola. Deutschland ist im afri-cola-Rausch.“
Karl Flach zog sich 1988 aus dem Geschäft zurück und übergab es an seinen Sohn Alexander Flach. Die Marke Afri-Cola wurde 1999 internationale Lizenzmarke der Mineralbrunnen Überkingen-Teinach.
Karl Flach starb am 31. Mai 1997 und wurde in Köln auf dem Melaten-Friedhof (Flur 20 in E) begraben.